# Antíoco I Sóter
Antíoco I Sóter (324 a.C. — 261 a.C.) foi um rei selêucida. Começou por governar a região oriental do reino entre 292 e 281 a.C. e entre 281 e 261 a.C. a sua totalidade.
Era filho do rei Seleuco I Nicátor e de Apama, filha de Artabazo.
Seu pai, Seleuco I Nicátor, foi um general de Alexandre Magno e o fundador da dinastia selêucida. Seu pais se chamavam Antíoco e Laódice, mas sua mãe dizia que Seleuco era filho do deus Apolo.
Em 294 a.C. ou 293 a.C.[carece de fontes?]casou com Estratonice, filha de Demétrio Poliórcetes e Fila, filha de Antípatro. Estratonice tinha sido esposa de Seleuco I Nicátor, seu pai, com quem teve um filho, ou, segundo William Smith, uma filha, Fila.
Antíoco I Sóter e Estratonice tiveram três filhos, Antíoco, Estratonice e Apama. Estratonice, filha de Antíoco I, se casou com Demétrio II da Macedônia.
Em 292 a.C., perante a pressão exercida na parte oriental do reino selêucida por nómadas, Antíoco foi nomeado governante desta região (que correspondia ao território entre o mar Cáspio e a Índia).
Após o assassinato do pai em 281 a.C. por Ptolemeu Cerauno, rei da Macedónia, Antíoco consegue resistir às revoltas internas que rebentaram na Síria e no norte da Ásia Menor. Antíoco fez a paz com o assassino do pai e com o sucessor deste, Antígono II Gónatas (que era também seu cunhado).
Por volta de 275 a.C. Antíoco II derrota os Gálatas, povo nómada que ameaçava com destruições as cidades da Iónia, tendo recebido o nome de "Sóter" ("Salvador"), por ter poupado estas cidades aos Gálatas.
Ptolemeu II Filadelfo, rei do Egipto ptolemaico, ataca-o sucessivamente. O reino selêucida começa por perder a cidade de Mileto em 279 a.C. Três anos depois Antíoco II consegue repelir uma invasão egípcia ao norte da Síria. Contudo, não conseguiu resistir às investidas posteriores e em 273−272 a.C. a Fenícia e a costa da Ásia Menor passaram a ser controladas pelo Egito.
Entre 266 e 261 a.C. Antíoco II combate Pérgamo, cujas governantes pretendiam separar-se do reino selêucida. Em 262 a.C. Antíoco foi derrotado por Eumenes I, tendo Pérgamo se afirmado como reino independente.
Antíoco morreu em 261 a.C. a lutar contra os Gálatas,[carece de fontes?] no terceiro ano da 129.ª Olimpíada, tendo sido sucedido pelo seu filho Antíoco II.